# Hess SwissDiesel
De Hess SwissDiesel is een bustype die wordt geproduceerd door Carrosserie Hess AG in Bellach in Zwitserland. De SwissDiesel is de dieselversie van de Hess Eurotrolley en is een 12 meter lange bus met een lage vloer waardoor deze toegankelijk is voor mindervaliden en mensen met kinderwagens. In de bus kunnen ongeveer 95 mensen vervoerd worden. Typerend aan de bus is de ophoging achteraan de bus, waarin de uitlaat in verwerkt zit.
In combinatie met een aanhangwagen kan de SwissDiesel worden omgebouwd tot bustrein.

## Inzet
Verschillende exemplaren worden ingezet in vooral Duitsland en Zwitserland.
| Land        | Bedrijf     | Aantal | Series | Inzet | Opmerkingen                   |
| ----------- | ----------- | ------ | ------ | ----- | ----------------------------- |
| Zwitserland | Auto AG Uri | 3      | 1-3    |       |                               |
| Zwitserland | Postauto    | 1      |        | ??    | XXL-postauto met aanhangwagen |